# Colonne renali del Bertin
| 1. Piramide renale 2. Arteriola efferente 3. Arteria renale 4. Vena renale 5. Ilo renale 6. Pelvi renale 7. Uretere 8. Calice minore | 9. Capsula renale 10. Capsula renale inferiore 11. Capsula renale superiore 12. Venula afferente 13. Nefrone 14. Calice minore 15. Calice maggiore 16. Papilla renale 17. Colonna renale |

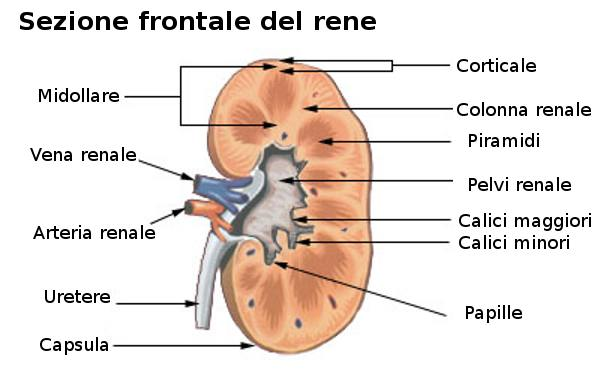
Anatomia del rene

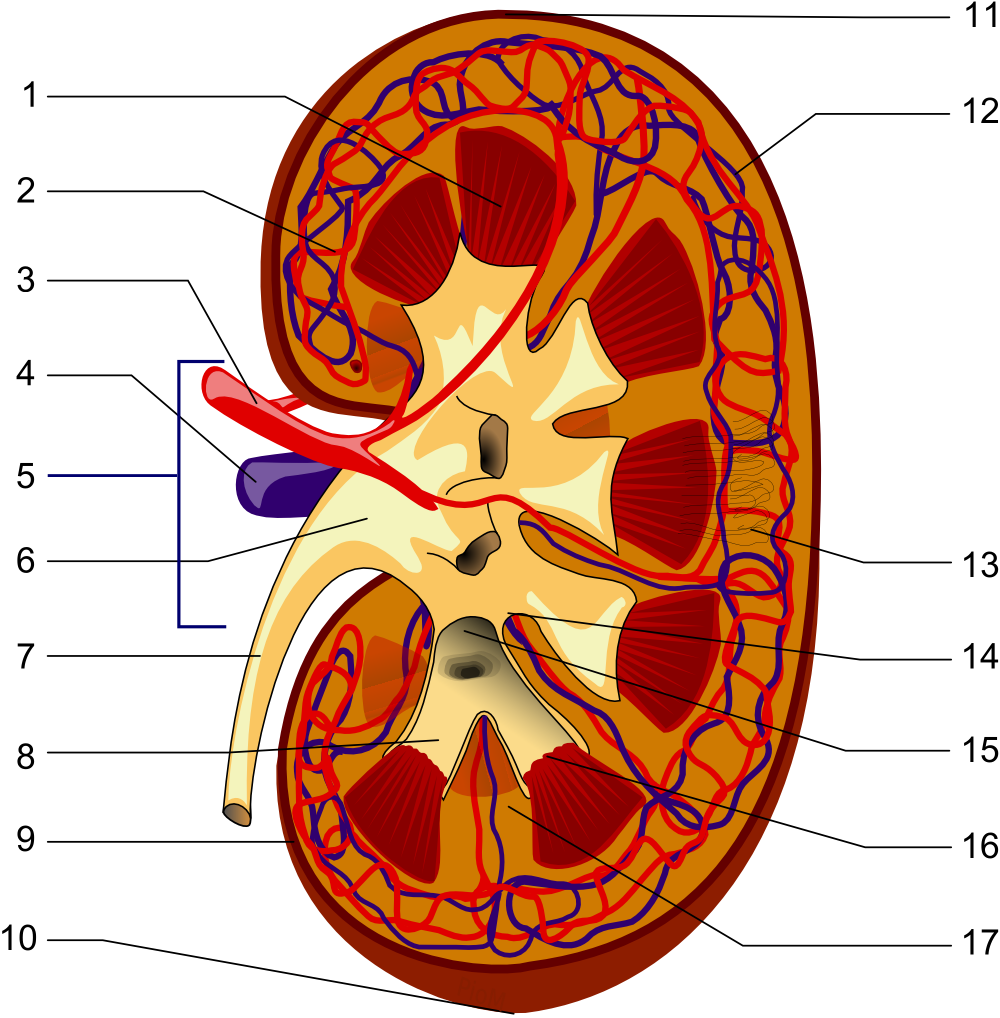

La colonna renale (o colonna di Bertin) è la porzione corticale che separa le piramidi renali;  deriva dall'insinuazione della parte convoluta della zona corticale del rene.
Ciascuna colonna consiste di linee di vasi sanguigni, tubi urinari e materiale fibroso.